# Червонец балканский
Червонец балканский или червонец чистый (лат. Lycaena candens) — дневная бабочка из семейства голубянок.

## Происхождение латинского названия
Candens (с латинского) — чистый.

## Описание
Длина переднего крыла 15 — 19 мм.

## Ареал
Македония, Южная Сербия, Албания, Болгария, Северная и Центральная Греция, Турция, Закавказье, Большой Кавказ. Ареал включает среднегорья и высокогорья Большого Кавказа (на высотах от 1000 до 2600 м над ур. м.). Самая западная известная точка ареала — хребет Аибга в Краснодарском крае России.
Населяет увлажненные разнотравные луга в горных смешанных или сосновых лесах, луга горных ущелий, субальпийские высокотравные луга, поляны в сосновых лесах, реж встречается в горных сухих лугах выше верхней границы леса. Чаще встречается по балкам и берегам высокогорных ручьёв и рек. Вид редок, но наблюдается регулярно.

## Биология
Обычно развивается в год в одном поколении. Время лёта отмечается с середины июня по конец июля.
Самка откладывает яйца поодиночке на нижнюю сторону листьев кормовых растений рода щавель. Зимует гусеница. Окукливаются на земле в рыхлом коконе из шелковины.